# Magnus Johansson (musiker)
Nils Magnus Johansson, född 11 september 1962, är en svensk musiker född i Söderköping och bosatt i Norrköping. Han slog igenom 1991 med låten "Vakna nu, Anneli" på Svensktoppen och vann samma år en grammis för bästa nykomling. Sedan 2012 är han en av tre låtskrivare och sångare i bandet Efterfesten.
Han arbetar som speciallärare på De Geergymnasiet i Norrköping.

## Diskografi

### Solo

#### Album
- 1990 – Magnus Johansson
- 1992 – 12 saker jag lovat att göra
- 1996 – Vykort från Mars
- 1998 – Simplistico
- 2002 – Det bästa av Magnus Johansson

#### Singlar
- 1990 – Pappa är en flygkapten
- 1990 – Till himmelen
- 1991 – Slaktarens dotter
- 1991 – Lova att du väntar i gathörnet på mej
- 1995 – Inatt [20:e december] - en julberättelse
- 1996 – Vill va' vild
- 1996 – Det mörka i Susannas ögon
- 1998 – Ta mig tillbaka/Eld

### Efterfesten

#### Album
- 2013 – Sånger från Arlanda
- 2015 – Gudomlig intervention/För dom vi skickar tillbaks (EP)
- 2015 – Sånger från Efterfesten #1
- 2016 – En resa från B till A
- 2018 – Svart eller vitt (EP)
- 2019 – Sånger från Efterfesten #2

#### Singlar
- 2015 – Nån dag ska båten komma in
- 2015 – Kyss
- 2015 – Sydpolen